# 학도암
학도암은 서울특별시 노원구 중계로 14다길 89에 있는 학도암은 조선 인조 2년(1624년) 무공(無空)화상이 창건한 전통사찰(제77호)이며, 대한불교조계종 소속이다.

## 개요
학도암은 조선 인조 2년(1624년) 불암사의 주지를 역임했던 무공(無空)화상이 불암산 중턱 학이 내려앉아 노닐던 자연동굴이 있는 명당터에 창건하였고 고종 16년(1878년) 벽운화상이 중창하였다. 
임진왜란 때 사명대사가 승병들과 함께 양주에서 한양으로 넘어오는 왜군을 막기 위해 불암산 학도암과 수락산에 매복하였다가 노원평 전투에서 큰 승리를 했다고 한다. 
조선 순조 19년(1819년)에 조성된 마애부도 2기가 있다. 이 부도는 왼쪽부터 청신녀 월영의 탑과 취근선사의 탑이 있는데, 이중에 청신녀월영 영주지탑은 가경24년 이라고 기록되어 있다. 6.25때 육군사관학교 1,2기 생도들이 4차례에 걸쳐 학도암 인근에서 북한군과 유격전을 벌이기도 하였는데 그때 마애부도가 총탄에 맞아 일부 훼손되어 취근선사의 당호를 알 수 없게 되었다.
그리고 대웅전 뒷편 큰 바위에는 고종7년(1870년)에 명성황후가 시주하여 조성한 마애관음보살좌상(서울특별시 유형문화재 제124호)이 있다. 왕실의 후원으로 조성된 마애관음보살좌상은 회화적 기법이 강조된 조선 후기 최고의 수작이다.
고종 25년(1885년) 벽운화상이 경선화상을 불러와 불상 1구를 개금하고 불화 6점을 그려 봉안하였다. 이 시기 불사에 관한 내용은 ‘천보산학도암개금태화시주록기’에 전한다.
1966년에 이르러 주지 명호스님이 법당을 중건하였고, 1970년에 영산회상도를 봉안하였으며, 1972년에는 삼성각에 칠성탱과 산신탱을 봉안하였다. 2000년에는 자연동굴을 넓히고 약사불삼존을 봉안하는 등 사역을 정비하였으며, 2016년 주지 법보스님이 삼성각, 시민선원, 요사채, 대웅전을 중창하였다.

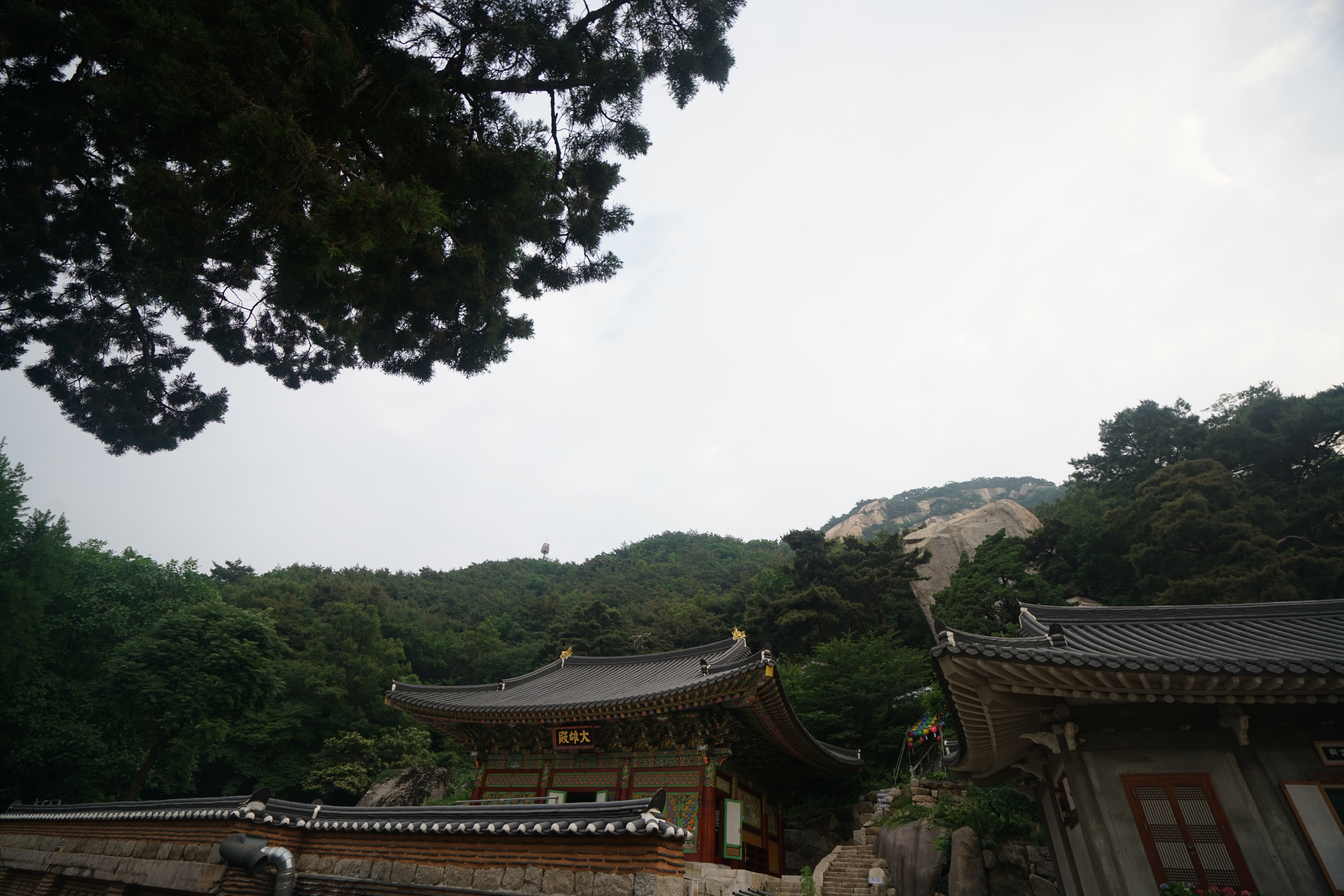
아침 학도암

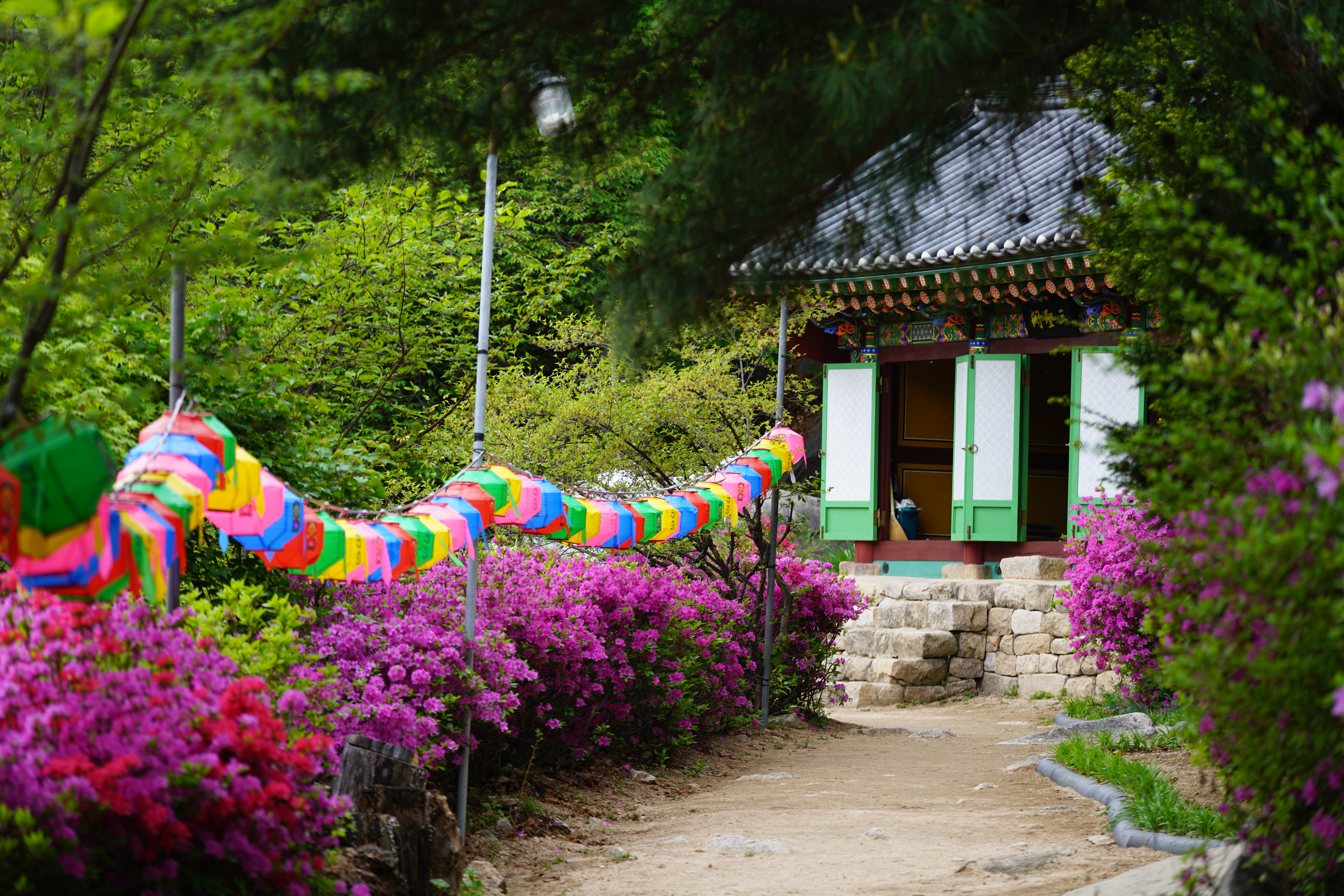
삼성각 가는길

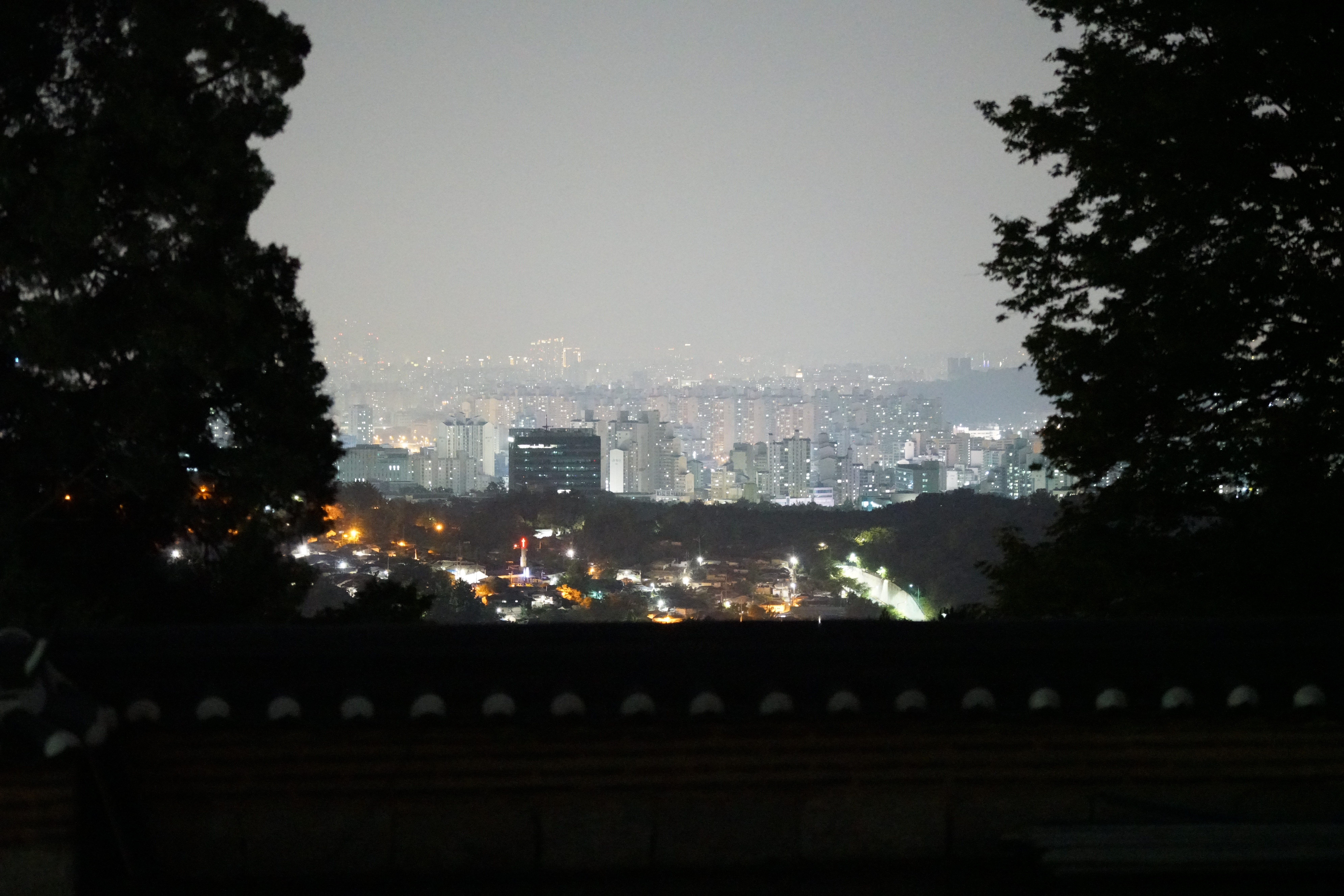
야경 학도암

## 고종과 명성황후의 사랑 이야기
조선 고종3년(1866년) 민치록의 여식 민자영은 16세에 왕비로 간택을 받아 가례(결혼)를 올렸으나, 고종(15세)은 이미 후궁 영보당 귀인 이씨를 총애하고 있었다. 가례를 올린 첫 날 남편 고종은 왕비의 처소엔 들지 않고 귀인 이씨의 처소에 들었다. 황후가 되었으나 첫날밤에 왕이 다른 여인에게 간 것이다. 더군다나 1868년 4월 귀인 이씨가 고종의 첫 아들인 완화군을 낳자 고종은 더욱 총애하였으며, 흥선대원군 조차 명성황후와 대소신료들을 앞에두고 완화군을 안고 왕실이 튼튼해졌다며 크게 기뻐 하며 춤을 추었다.
왕의 사랑을 받은 후궁이 먼저 아들을 낳자 황후는 크게 불안해 하였다. 구중궁궐속에서 임금을 비롯한 누구에게도 사랑을 받지 못하던 나이 18세에 불과한 어린 황후에게 한 궁녀가 부처님을 조성하면 그 가피로 원하는 바를 얻을 수 있다며 불사를 권하였다.
그날 밤 명성황후의 꿈에 큰 바위 위에 앉았던 학이 품속으로 들어오는 꿈을 꾸게 된다. 다음날부터 꿈에 나온 학과 큰 바위가 있는 사찰을 찾았는데 그곳이 바로 학도암이다.
명성황후는 고종의 사랑을 얻고 왕자를 낳아 왕통 잇기를 발원하며 가장 기운이 좋은 명당터인 불암산 학도암 큰 바위에 관세음보살을 조성하는 불사를 연다. 당시 최고의 불모였던 장엽을 금어로 임명하고 경복궁을 복원하던 왕실 석공 김흥연 이운철 원승천 박천 황원석에게 명해 관세음보살을 조성하게 한다. (이 마애관음보살상은 13.5m의 초대형이며 한국내에서도 10번째 안에 든다.)
조성을 시작하자 관세음보살의 가피로 인해 명성황후는 차츰 고종의 사랑을 얻게 되었고 조성 완료(1870년)후 몇년 되지 않아 후에 순종이 되는 왕자 이척을 낳게 되는데 이후부터 학도암 마애관음보살좌상은 첫째 사랑을 얻고, 둘째 자녀를 얻으며, 셋째 자녀가 성공하는 세가지 가피를 주는 것으로 유명해 지게 된다.

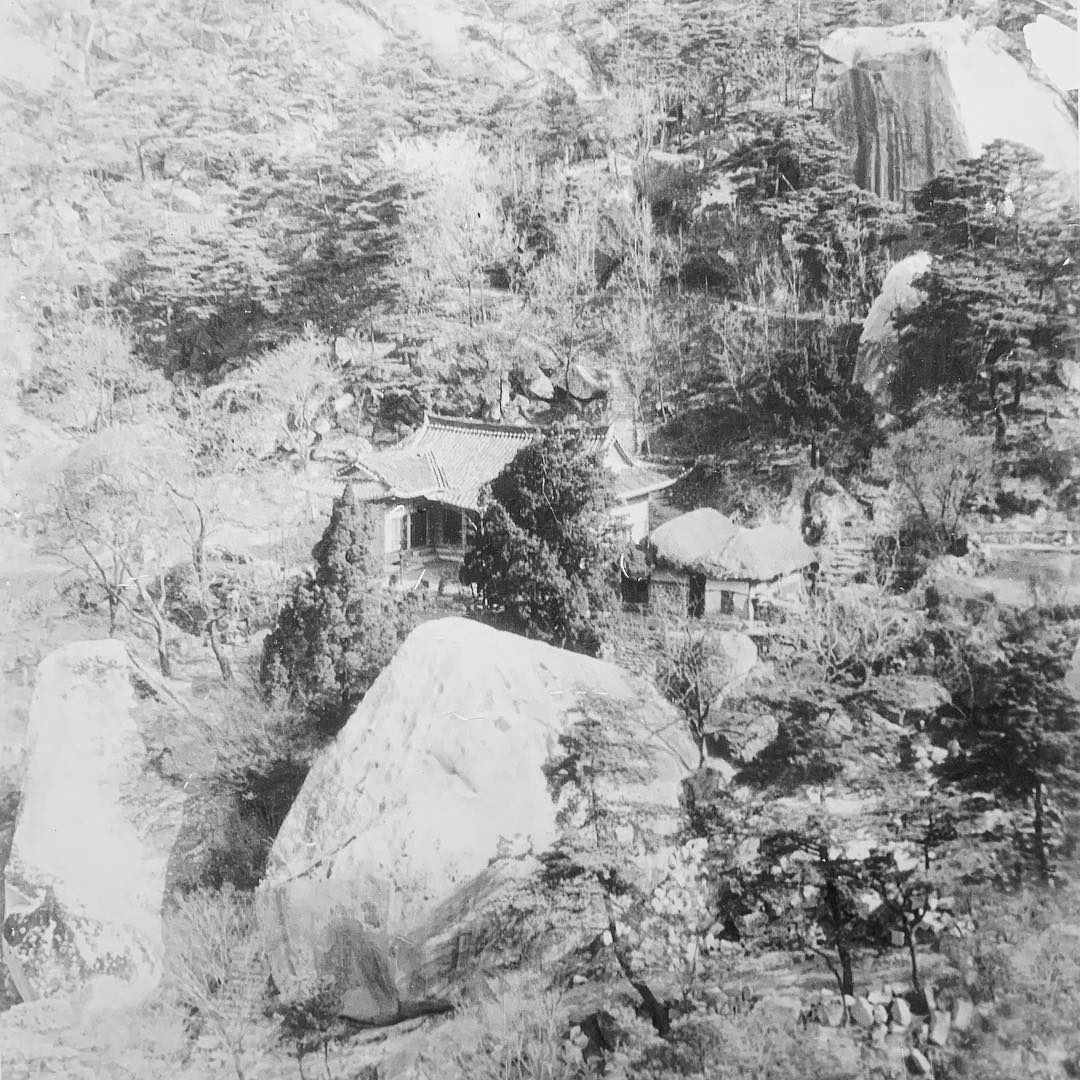
학도암_옛사진

후일 고종은 명성황후 시해 후 1년 뒤 덕수궁에서 영휘원까지 전화를 연결해 매일 아침 명성황후의 무덤에 전화로 안부를 물었다. 1년을 매일 같이 전화해도 답변이 없자 고종은 ‘양인들이 만든 이 전어기(전화기의 옛말)라는 것은 멀리있는 사람의 소식도 전해준다 하더니 하늘까지는 닿지 않는가 보오.’라며 슬퍼하였다. 명성황후가 고종의 사랑 얻길 기원하며 학도암 관세음보살좌상을 조성하였는데 그 사랑은 그녀의 죽음 이후까지도 이어졌다.

## 연 혁
• 1624년(인조2년) 불암사의 주지를 역임했던 무공화상이 불암산 중턱의 자연굴에 약사여래불을 봉안하고 학도암 창건
• 1791년(순조1년) 취근선사의 마애사리탑 조성
• 1819년(순조19년) 10월 청신녀 월영의 사리를 봉안하기 위해 마애부도 조성
• 1872년(고종9년) 명성황후의 시주로 마애관음보살좌상 조성
• 1878년(고종15년) 벽운화상 중창
• 1878년(고종15년) 한씨 일가의 시주로 경선화상이 마애관음보살좌상 보수

## 근대연혁
• 1922년 성담스님이 개인 소유로 넘간 사찰소유의 산림 10여 정보를 매입하여 사격의 일신을 꾀하였다.
• 1966년 명호스님의 원력으로 한국전쟁으로 피폐해진 사찰에 불사를 일으켜 석조로 대웅전을 중건하였다.  
• 2012년 법보스님이 삼성각 보수
• 2013년 법보스님이 요사채와 시민선방 증축
• 2015년 법보스님이 대웅전 준공

## 문화재 지정
- 학도암(전통사찰 제77호) •지정처: 문화체육관광부 •지정일:1989년 4월 10일
- 학도암 마애관음보살좌상(서울특별시 유형문화재 제124호) •지정처: 서울특별시 •지정일:2000년 7월 15일
- 학도암 마애사리탑(서울특별시 문화재자료 제62호) •지정처: 서울특별시 •지정일:2015년 8월 20일

## 주요전각
- 대웅전: 도량의 중심부에 위치하고 있으며, 상단에 석가모니불좌상과 관세음보살 지장보살 입상이 모셔져 있고, 중단에는 104위 신장탱이 모셔져 있다.
- 약사전: 자연동굴속에 약사여래불이 모셔져 있다. 학도암에서 가장 오래된 법당이다.
- 관음전: 야외에 마애관음보살좌상이 모셔져 있다.
- 지장전: 큰 바위 위에서 산 아래 남쪽방향의 중계동과 하계동 공릉동방향으로 지장보살상이 모셔져 있다.
- 삼성각: 중계동 1번지에 위치하고 있으며 불암산 산신탱과 칠성탱 독성탱이 봉안되어 있다.
- 종무소: 요사채와 같은 공간에 있다.
- 선원: 대웅전 아래에 반 지하 형태로 위치하고 있다.

## 학도암을 소재로 한 한시
- 박윤묵(朴允默, 1771~1849)의 존재집(存齋集)

박윤묵은 고려 때 밀양군에 봉해졌던 박척식(朴陟寔)의 후손이다. 그런데 그의 1계는 조선조에 들어와 사대부의 반열에서 서리의 신분으로 탈락하였던 것 같다. 그는 어렸을 때부터 총명하고 효행이 있었다고 한다. 여항인 어산 정이조(丁?祚)에게서 수학하였고, 정조의 특은으로 내각 서리에 임명되었다. 그리고 1819년에는 통정대부, 1827년에는 가선대부에 올랐으며, 1831년에는 영희전전감동지중추부사가 되었고, 1835년에는 평신진 첨사가 되었다. 이때 선정을 베풀었기 때문에 백성들이 그의 이임을 막아달라고 관찰사와 절도사에게 하소연하였다 한다. 박윤묵(朴允?)은 송석원시사의 중요구성원으로 활동하였고, 송석원시사가 해체된 후 이를 계승한 서원시사의 창설에도 깊이 간여하였다. 사망 후 1880년 그의 아들 기복(基福)이 귀하게 되었음으로 가의대부 호조참판겸동지의금부사오위도총부부총관을 추증받았다.
山石纍纍鐵色靑。懸崖絶壑卽堦庭。
산석류류철색청。현애절학즉계정。
前江水濶秋迎月。中谷壇深夜祭星。
전강수활추영월。중곡단심야제성。
古窟仙香凝佛坐。迴廊淸磬警人聽。
고굴선향응불좌。회랑청경경인청。
更看風動孤松影。髣髴當年鶴舞形。
갱간풍동고송영。방불당녕학무형。
산 돌들 연이어져 마치 철 색깔처럼 푸르고
깍아지른 절벽 골짜기는 뜰앞 계단에 맏다은 듯.
앞의 강물 시원히 흘러 가을마다 달을 맞이하고
가운데 골짜기 단은 깊어 밤마다 별들이 제사지네는듯 하네.
옛 석굴엔 신선의 향기 부처님 자리에 서리고
회랑엔 맑은 경쇠소리 사람들 귀에 깜짝 울리네.
다시 바람이 외로운 소나무 그림자를 흔드니
마치 당년에 학이 춤 추는 형상인듯 보이는구나.
- 신석우[ 申錫愚1805 ~ 1865 ]

조선 후기의 문신이자 서예가이다. 자는 성여(聖如), 호는 해장(海藏), 본관은 평산(平山)이다. 
부친은 문신 신재업(申在業), 모친은 문신 안동김씨 이도(履度)의 딸이며, 판서 신석희(申錫禧)의 형이다. 
부인은 홍승규(洪勝圭)의 딸이다. 박규수(朴珪壽)와 절친했다.
1828년에 진사가 되고 1834년에 식년문과에 급제하여 사간원정언 · 용강현령 · 병조참판 · 대사성 · 예조판서 등의 벼슬을 역임하였으며, 1860년에는 동지정사로 청나라에 다녀왔다. 이 시기에 지은 「봉황산가(鳳凰山歌)」, 「요동행(遼東行)」, 「산해관(山海關)」 등은 시격(詩格)과 운율이 청아하여 중국 문사들로부터 칭송을 받았다고 한다. 저서인 『해장집(海藏集)』에는 「금강산도서(金剛山圖序)」 등의 서문, 「상한정기(桑閒亭記)」 등의 기문, 「연암산거도발(燕巖山居圖跋)」 등의 발문이 실려 있다.
勝侶呼余起。秋山葉正黃。
寒雲流石壁。斜日漾溪塘。
賦憶登高士。歌憐斫地郞。
何如老工部。獨宿贊公房。 
스님이 나를 불러 일으키니 
가을산 나뭇잎 누렇구나.
차가운 구름 석벽에 흘러가고, 
노을진 해 개울못에 찰랑이네.
시에는 높은 산 오던 고인들 기억하고, 
노래에는 땅을 가르던 비범한
화랑들 아련하건만
어찌 두보가 홀로 찬공의 방에 
머물머 지은 시에 비길까나.
- 老工部 : 두보,  贊公房 : 두보가 하루밤 머물며 시를 지은 방

한시 번역 현학스님.

## 학도암의 인물
- 김운공(金耘空) (생1907~몰1981)

해방 이후 중요무형문화재 제50호 「영산재」 전승자로 지정된 예능보유자.   범패승.
박송암, 장벽응과 함께 20세기 서울 경기지역에서 활동한 대표적인 범패승이다. 중요무형문화재 제50호 범패 예능보유자였다.
서울에서 1907년 출생하여 상계동불암산 학도암에서 주지로 오래 머물다 1981년 열반하였다. 그는 범패가 1973년 중요무형문화재 제50호로 지정되었을 때, 박송암, 장벽응 스님과 함께 예능보유자로 지정되어 활동하였다.
서만월의 제자인 이범호에게 홑소리, 동만월의 제자인 벽동스님에게 예수(豫修)와 짓소리를 배웠고, 봉원사, 청량사, 학도암에서 후학을 양성하였다. 20세기 후반 영산재의 복원과 계승에 힘썼던 ‘영산재 1세대’로, 범패승들 사이에는 ‘청이 높고 성음이 강하다’는 평가를 받는다.

## 방송출연
- KBS1 김영철의 동네한바퀴 공릉동편에 출연(2020년 5월)
- 불교TV 생활속의 깨달음 '생각' 출연(2020년 10월부터)
- 불교방송 가고싶은절 '학도암'

## 교통정보
매일 오전 8시부터 10시까지 학도암셔틀버스 운행합니다
- 불암고 <=> 학도암

```
농협중계본동지점 앞 08:00   <=>  08:05 학도암
농협중계본동지점 앞 08:20   <=>  08:25 학도암
농협중계본동지점 앞 08:40   <=>  08:45 학도암
농협중계본동지점 앞  09:00  <=>  09:05 학도암
농협중계본동지점 앞  09:20  <=>  09:25 학도암
농협중계본동지점 앞  09:40  <=>  09:45 학도암
농협중계본동지점 앞  10:00  <=>  10:05 학도암
```

## 같이 보기
- 서울 학도암 마애관음보살좌상
- 서울 학도암 마애사리탑